# Le Monde
Le Monde (Thế giới) là một nhật báo bằng tiếng Pháp buổi tối với số lượng phát hành mỗi số đến thời điểm năm 2004 là 371.803 bản. Tờ báo này được xem là báo chuẩn mực Pháp và thường được mọi người rất kính trọng, luôn là tờ báo tiếng Pháp duy nhất có thể mua dễ dàng ở các quốc gia không phải thuộc khối Pháp ngữ.
Không nên nhầm lẫn tờ báo này với nguyệt san Le Monde diplomatique, một nguyệt san mà Le Monde giữ 51% quyền sở hữu nhưng lại độc lập về biên tập.
Le Monde được thành lập bởi Hubert Beuve-Méry theo yêu cầu của tướng Charles de Gaulle sau khi quân đội Đức bị đẩy lui khỏi Paris trong Thế chiến II, và tờ báo này theo hình thức của Le Temps, một tờ báo có uy tín bị suy giảm trong thời kỳ Chiếm đóng. Người ta cho rằng Beuve-Méry đã yêu cầu hoàn toàn độc lập biên tập làm điều kiện để ông đảm trách dự án này. Ấn bản đầu tiên xuất hiện ngày 19 tháng 12 năm 1944. Le Monde được đưa lên mạng Internet từ ngày 19 tháng 12 năm 1995. Nó là ấn bản chính của Groupe Le Monde.
Gần đây, Le Monde gặp nhiều khó khăn trong việc duy trì doanh thu do các khách hàng quảng cáo chuyển sang các báo mạng. Giống như các tờ báo ở Mỹ, các tờ báo in ở Pháp cũng đang phải cắt giảm chi phí và tìm nguồn doanh thu mới do lượng phát hành giảm sút.
Le Monde đã chấp nhận lời chào mua từ một nhóm gồm ba tỷ phú: tỷ phú Internet Xavier Niel, đại gia ngành ngân hàng Matthieu Pigasse, và tỷ phú Pierre Berge - người đồng sáng lập hãng thời trang danh tiếng Yves Saint Lauren, bất chấp sự phản đối của Tổng thống Nicolas Sarkozy với giá 110 triệu Euro, tương đương 135 triệu USD.